# Pelican Blood
Pelican Blood è un film del 2010 diretto da Karl Golden e tratto dall'omonimo romanzo di Cris Freddi.
Il film è stato presentato in anteprima all'Edinburgh Film Festival

## Trama
Nikko conosce Stevie su un sito per aspiranti suicidi e tra i due nasce l'amore. Quando Stevie lo lascia, Nikko decide di dedicarsi interamente al suo hobby: il birdwatching. Dopo un po' però Stevie riappare e la vita del ragazzo, così come il suoo rapporto con gli amici, prende una piega disastrosa.